# 마쓰다이라 사다카쓰 (1560년)

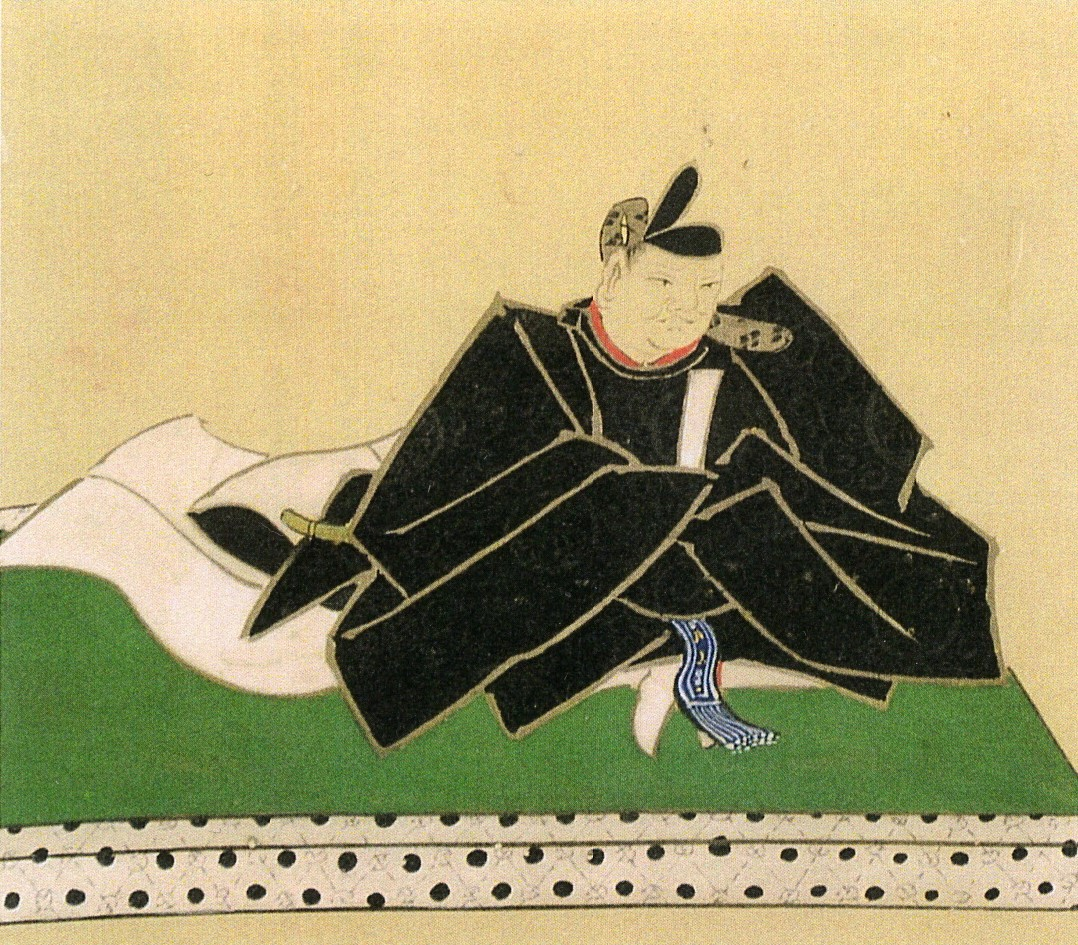
마쓰다이라 사다카쓰

마쓰다이라 사다카쓰(일본어: 松平定勝, 1560년 1월 ~ 1624년 5월 1일)는 센고쿠 시대부터 에도 시대 전기까지의 무장, 다이묘이며 도쿠가와 이에야스의 씨다른 동생이다.
부친은 히사마쓰 도시카쓰이며 도시카쓰의 4남으로 태어났다. 어머니는 오다이노가타이다.

## 같이 보기
- 도쿠가와 이십장
- 마쓰다이라 사다토모 - 프리 아나운서로서 사다카쓰의 먼 후손이다.

|  | 제1대 가케가와번 번주 (히사마쓰 마쓰다이라 가, 사다카쓰 계) 1601년 ~ 1607년 | 후임 마쓰다이라 사다유키 |

|  | 후시미 번 번주 (히사마쓰 마쓰다이라 가) 1607년 ~ 1616년 | 후임 나이토 노부마사 |

| 전임 혼다 다다마사 | 제1대 구와나번 번주 (히사마쓰 마쓰다이라 가, 사다카쓰 계) 1616년 ~ 1624년 | 후임 마쓰다이라 사다유키 |